# Іоргачова Катерина Георгіївна
Іоргачова Катерина Георгіївна (нар. 15 лютого 1958, Помічна Добровеличківського району Кіровоградської області, СРСР) — український фахівець у галузі технології кондитерських виробів, доктор технічних наук, професор, Заслужений діяч науки і техніки України, Лауреат Державної премії України в галузі науки і техніки.

## Наукова діяльність
У 1980 році закінчила Одеський технологічний інститут харчової промисловості, де і залишилася працювати, займаючи посади від асистента до професора.
З 2003 року очолює кафедру технології хліба, кондитерських, макаронних виробів і харчоконцентратів цього навчального закладу.
У 2004 році захистила дисертацію на тему «Наукові основи технологій кондитерських виробів з використанням функціональних рослинних добавок», здобувши науковий ступінь доктора технічних наук. У 2005 році отримала вчене звання професора.

## Відзнаки та нагороди
- Заслужений діяч науки і техніки України (2013).

- Державна премія України в галузі науки і техніки (2016).